# Chiromyscus
Chiromyscus — рід пацюків (Rattini).